# Ponte romano di Cordova
Il ponte romano di Cordova è un ponte che si trova presso la città spagnola di Cordova, sul fiume Guadalquivir.
Il ponte è stato costruito dai romani negli ultimi anni del I secolo a.C., forse su ordine di Ottaviano in sostituzione di uno precedente in legno. Per due millenni è stato l'unico ponte cittadino. Restaurato e rinnovato più volte, oggi ha 16 arcate, è lungo 247 metri e largo circa 9 metri. È esclusivamente pedonale dal 2004. Fa parte del centro storico di Cordova, che è stato dichiarato patrimonio dell'umanità dall'UNESCO nel 1984. Appena oltre il ponte, nel fiume Guadalquivir comincia la piccola riserva naturale chiamata Sotos de la Albolafia.

## Storia
Costruito all'inizio del I secolo a.C., durante la dominazione romana di Cordova, era originariamente costituito da 17 archi, in seguito ridotti a 16. Era l'unico punto dove si potesse attraversare il fiume senza alcun tipo di imbarcazione e probabilmente vi passava la Via Augusta tra Roma e Cadice.
All'epoca della dominazione musulmana risalgono la Torre di Calahorra e la Puerta del Puente, due edificazioni difensive poste rispettivamente all'estremità meridionale e settentrionale del ponte. L'attuale Puerta del puente è però un rifacimento realizzato dall'architetto Hernán Ruiz II nel 1572.
Al centro del ponte è stata posta nel 1651 una statua di San Raffaele, opera dello scultore Bernabé Gómez del Río.
In tempi più recenti, il ponte romano è stato un importante punto di passaggio per coloro che viaggiavano tra il centro della Spagna e il sud, fino alla costruzione del Ponte di San Rafael a metà del XX secolo.

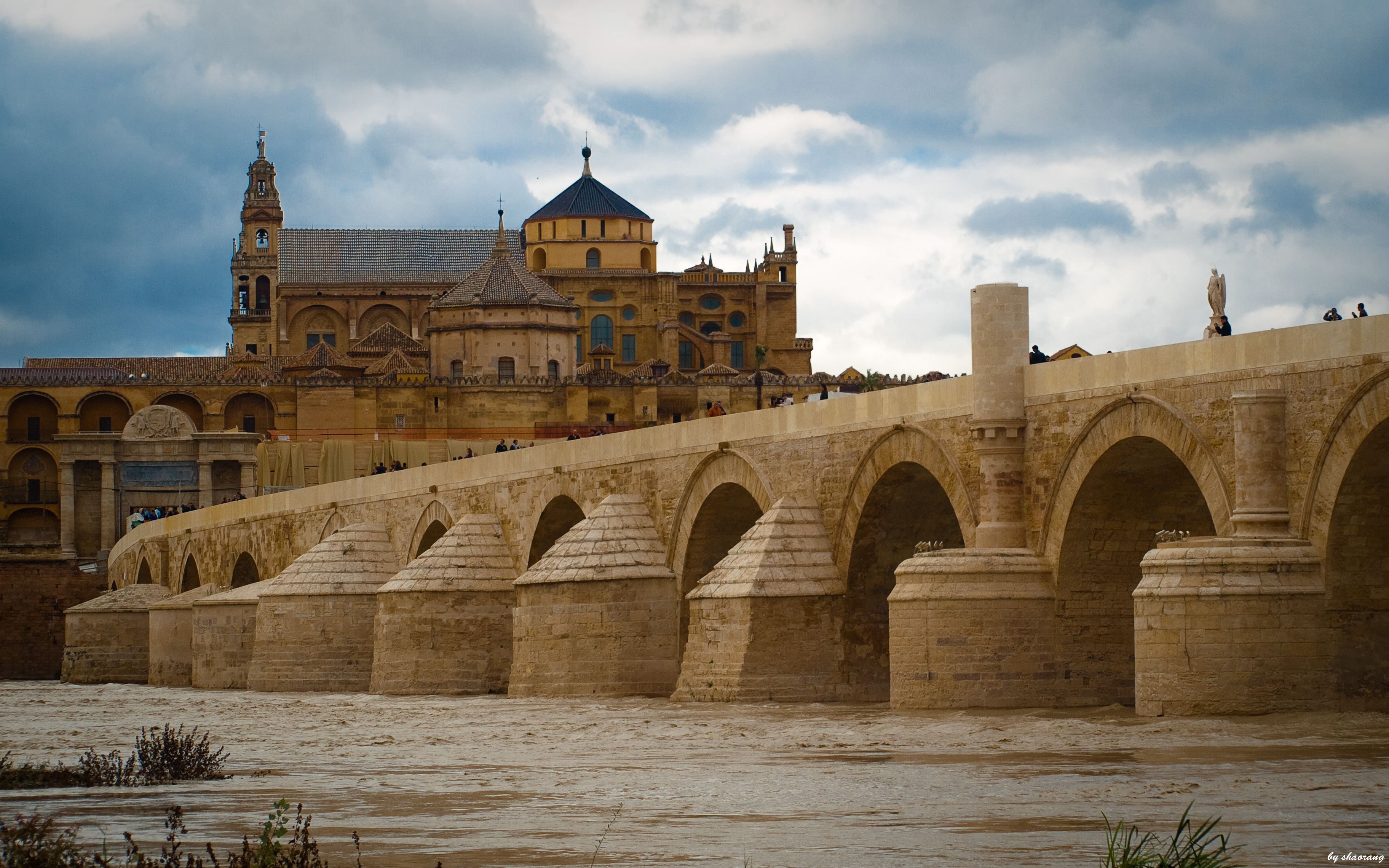
Il ponte romano e sullo sfondo la moschea-cattedrale di Cordova

## Restauri
Nel corso della sua storia il ponte ha subito numerosi restauri e ricostruzioni, soprattutto in quattro occasioni: all'epoca del Califfato di Cordova, dopo la Reconquista, agli inizi del XX secolo e nel 2006-2008. Tali interventi, anche se più di carattere estetico che strutturale, sono stati così importanti che oggi solo gli archi 14 e 15 (contando dalla Puerta del Puente) sono originali.
Tra il 2006 e il 2008 il ponte è stato chiuso per realizzare opere conservative interne ed esterne. Il restauro, diretto dall'architetto municipale cordovese Juan Cuenca Montilla e concluso nel gennaio 2008, ha dato adito ad alcune polemiche per il suo carattere radicale, che ha assai modificato l'aspetto che il ponte aveva avuto nei secoli. Sono stati ripuliti i tagliacque, riportati alla luce i conci originali, si è sostituito il pavé con un pavimento liscio di pietre di granito rosa e i lampioni ottocenteschi con luci moderne. Infine, il livello dell'estremità settentrionale del ponte è stato riportato alla stessa altezza della Puerta del Puente.

## Cinema e televisione
Nel 2002 il ponte è stato scenario nel film spagnolo Carmen. Nel 2014 è stato utilizzato in alcune scene della quinta stagione della serie Il trono di spade.